# Geel kader
Geel kader is een ingreep in het landschap door kunstenaar Bert De Keyser waarbij het lijkt alsof het Kasteel La Motte (Dilbeek) in de verte als het ware ingekaderd wordt.

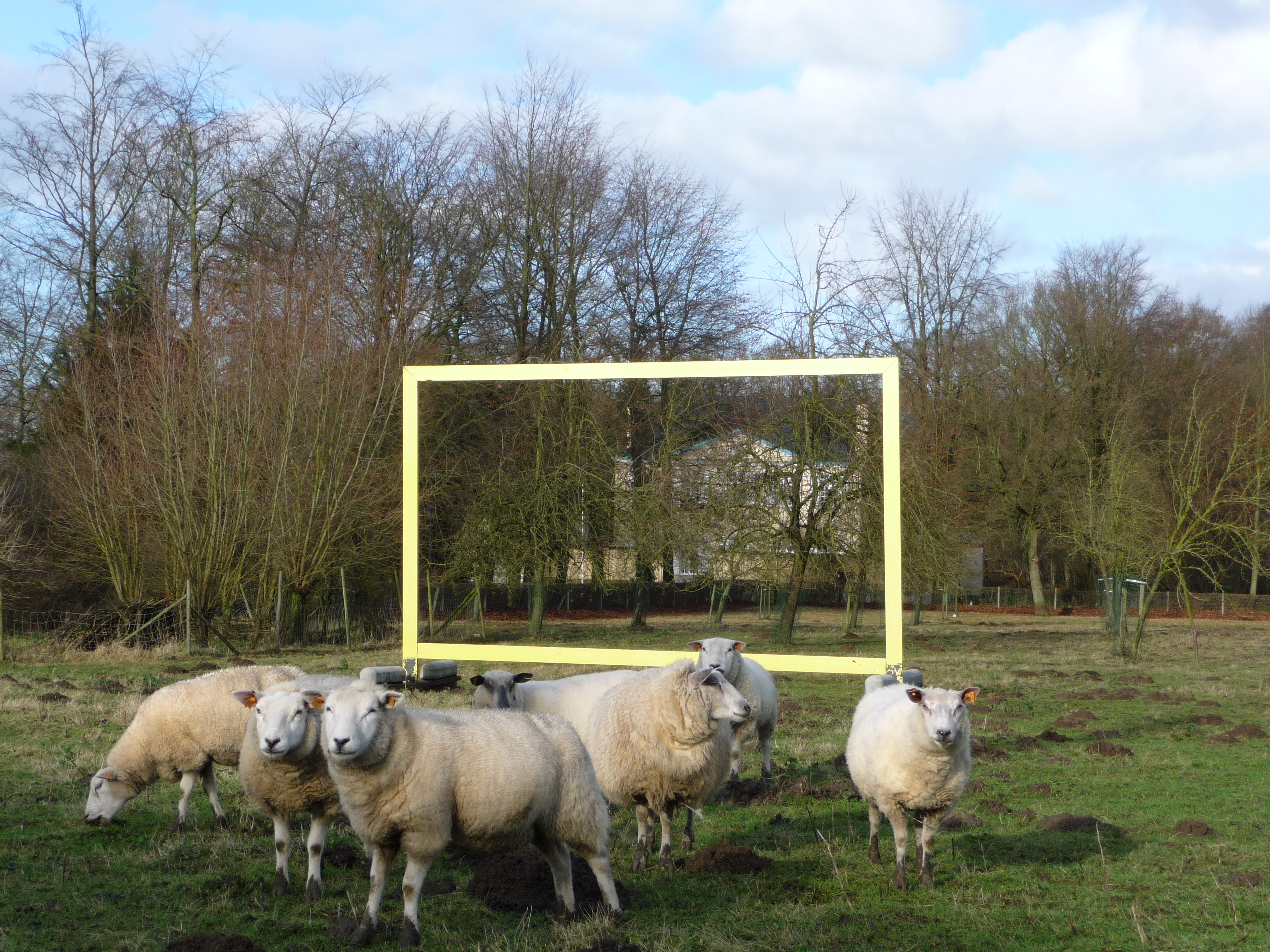
Geel kader met op achtergrond Kasteel La Motte

## Beschrijving
Door het gele kader heen is in de verte Kasteel La Motte te zien. Dit neoclassicistische kasteel werd gebouwd op aangelegde aarden heuvels, ook wel 'mottes' genoemd. Door het plaatsen van het grote, gele kader wil de kunstenaar de mensen bewust maken van hun omgeving.
Dit gele kader kent een lange geschiedenis: een eerste versie werd in 1985 op de Kunstberg geplaatst ter promotie van de grote projecttentoonstelling Focus on Brussels van De Keyser in het Paleis voor Congressen. In 1996 werd een uitneembaar aluminium kader geplaatst op de Dam in Amsterdam voor het Rembrandtproject. Een geel kader werd ook geplaatst op de Grote Markt van Brussel voor het stadhuis. Naar aanleiding van zijn tentoonstelling in Kasteel La Motte plaatste hij het gele kader in een weide rond kasteel La Motte.